# تاپیو هیکیلا
تاپیو هیکیلا (فنلاندی: Tapio Heikkilä؛ زادهٔ ۸ آوریل ۱۹۹۰) بازیکن فوتبال اهل فنلاند است.
از باشگاه‌هایی که در آن بازی کرده‌است می‌توان به باشگاه فوتبال هلسینکی و باشگاه فوتبال سینایوئن یالکاپالوکرهو اشاره کرد.
وی همچنین در تیم‌های ملی فوتبال زیر ۲۱ سال فنلاند، و فنلاند بازی کرده‌است.